# FLT3

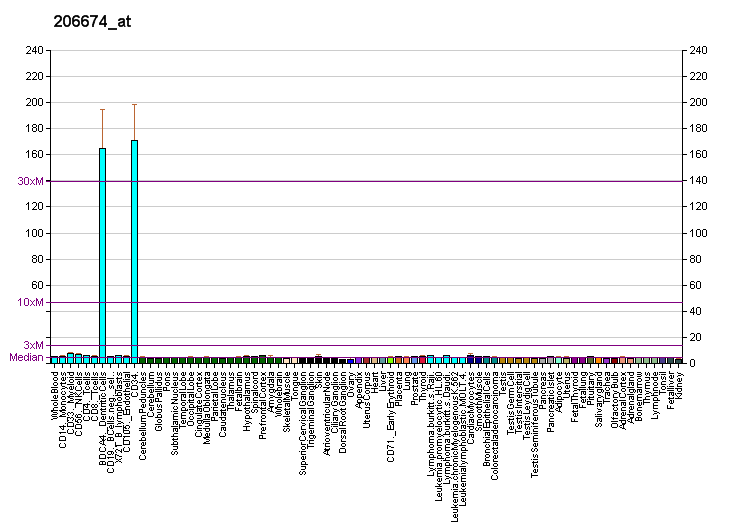
Profil d'expression génétique du gène FLT3.

FLT3 (pour « Fms-like tyrosine kinase 3 ») est un récepteur tyrosine kinase. Son gène est le FLT3. Il est appelé aussi CD 135 ou FLK2 (pour « fetal liver kinase-2 »)

## Rôles
Il est exprimé par les cellules souches hématopoïétiques. Sa stimulation diminue l'apoptose et active la prolifération de ces dernières. Le TNF alpha et le TGF bêta inhibent son action.
Il est également exprimé dans le cœur et aurait un rôle de protection, notamment, en cas d'ischémie myocardique. Son inhibition via certains antimitotiques pourrait être ainsi une explication à la cardiotoxicité de ces derniers.

## En médecine
Son gène est muté dans un tiers des leucémies aiguës myéloblastiques et indicateur de formes plus agressives.

## Cible thérapeutiques
Plusieurs antimitotiques ciblent le FLT3 et sont utilisés dans le traitement des leucémies aiguës.